# Tom Robinson Band
Tom Robinson Band (TRB) foi uma banda britânica de rock formada em 1976 pelo cantor, compositor e baixista Tom Robinson. O terceiro single deles, "Up Against the Wall", é considerado um clássico do punk rock, assim como o álbum de estreia Power In The Darkness (1978) ainda é bastante admirado.

## Discografia

### Álbuns de estúdio
| Ano  | Detalhes do álbum                                                                                             | Posição nas paradas | Posição nas paradas |
| Ano  | Detalhes do álbum                                                                                             | GBR                 | EUA                 |
| ---- | --- | ------------------- | ------------------- |
| 1978 | Power in the Darkness - Primeiro álbum de estúdio - Data de lançamento: Maio de 1978 - Gravadora: EMI Records | 4                   | 144                 |
| 1979 | TRB Two - Segundo álbum de estúdio - Data de lançamento: Março de 1979 - Gravadora: EMI Records               | 18                  | 163                 |

### Álbuns ao vivo
| Ano  | Detalhes do álbum                                                                                                  | Posição na parada |
| Ano  | Detalhes do álbum                                                                                                  | UK Albums Chart   |
| ---- | --- | ----------------- |
| 1982 | Cabaret ‘79 - Primeiro álbum ao vivo - Data de lançamento: Novembro de 1982 - Gravadora: EMI Records               | –                 |
| 1997 | Glad To Be Gay (Cabaret ’79) - Segundo álbum ao vivo - Data de lançamento: Agosto de 1997 - Gravadora: EMI Records | –                 |

### Compilações
| Ano  | Detalhes do álbum | Posição na parada |
| Ano  | Detalhes do álbum | UK Albums Chart   |
| ---- | --- | ----------------- |
| 1981 | TRB 3 - Primeira compilação - Data de lançamento: 1981 - Gravadora: EMI Records                                          | –                 |
| 1987 | The Collection 77-87 - Segunda compilação1 - Data de lançamento: Setembro de 1987 - Gravadora: EMI Records               | –                 |
| 1996 | The Gold Collection - Terceira compilação - Data de lançamento: Março de 1996 - Gravadora: EMI Records                   | –                 |
| 1997 | Rising Free - The Best of Tom Robinson - Quarta compilação1 - Data de lançamento: Junho de 1997 - Gravadora: EMI Records | –                 |

### Singles e EPs
| Ano  | Nome (Lado A / Lado B)                                                                                | Posição na parada |
| Ano  | Nome (Lado A / Lado B)                                                                                | UK Singles Chart  |
| ---- | --- | ----------------- |
| 1977 | "2-4-6-8 Motorway" "I Shall Be Released"                                                              | 5                 |
| 1978 | Rising Free Live (EP) ("Don't Take No For An Answer" / "Martin" "Glad to be Gay" / "Right On Sister") | 18                |
| 1978 | "Up Against The Wall" "I'm Alright Jack"                                                              | 33                |
| 1978 | "Too Good To Be True" "Power In The Darkness"                                                         | –                 |
| 1979 | "Bully For You" "Our People"                                                                          | 68                |
| 1979 | "Alright All Night" "Black Angel"                                                                     | –                 |
| 1979 | "Never Gonna Fall In Love (Again)" "Getting Tighter"1                                                 | –                 |

Notas:

1 Lançado como "Tom Robinson & the Voice Squad".

² Inclui material pós-TRB.